# Ibrahim Amir
Ibrahim Amir (* 1984 in Aleppo) ist ein syrischer Arzt und Dramatiker.
Amir studierte Theater- und Medienwissenschaft in Aleppo, wurde dort wegen Zusammenarbeit mit einer kurdischen Studentenorganisation exmatrikuliert. 2002 migrierte er nach Wien und absolvierte dort ein Medizinstudium. Amir arbeitet als Arzt in Wien und schreibt in deutscher Sprache Theaterstücke. 2018 war sein Stück Homohalal für den Mülheimer Dramatikpreis nominiert.

## Werke (Auswahl)
- Habe die Ehre, Uraufführung Theater Nestroyhof Hamakom, 2013, verfasst im Rahmen der Wiener Wortstaetten – Nestroy-Theaterpreis/Beste Off-Produktion 2013
- Stirb, bevor du stirbst, Uraufführung Schauspiel Köln, 2015[3]
- Heimwärts, Uraufführung Schauspiel Köln, 2017
- Homohalal, Uraufführung Staatsschauspiel Dresden, 2018
- Rojava, Uraufführung Volkstheater Wien, 2019[4]
- Das Opferfest, Uraufführung Schauspiel Köln, 2021